# Aeroportul Kanpur
Aeroportul Kanpur (IATA: KNU, ICAO: VIKA) este un aeroport din Chakeri⁠(d), Kanpur Nagar district⁠(d), Kanpur division⁠(d), Uttar Pradesh, India ce deservește zona Kanpur. Aeroportul a fost tranzitat în decembrie 2022 de 22.050 de pasageri. A fost numit după zona deservită.
Situat la o altitudine de 124 m, aeroportul dispune de o singură pistă. Este operat de Airports Authority of India⁠(d).